# Call of Duty: Roads to Victory
Call of Duty: Roads to Victory é um jogo de tiro em primeira pessoa lançado exclusivamente para PlayStation Portable. É considerado um spin-off portátil de Call of Duty 3. Foi lançado em 13 de março de 2007, desenvolvido pela Amaze Entertainment e publicado pela Activision. É o sexto jogo portátil da franquia Call of Duty.
O modo campanha do game permite que o jogador veja a história da guerra sob três perspectivas diferentes: americana, canadense e inglesa, somando ao todo 14 missões. O grande desafio dos desenvolvedores de jogos de tiro em primeira pessoa para o PSP foi configurar os controles de forma adequada. Call of Duty: Roads to Victory pode ser considerado um caso bem sucedido — enquanto o analógico movimenta o soldado, os botões controlam a mira.

## Ligações Externas
- Call of Duty: Roads to Victory. no MobyGames.
- Call of Duty: Roads to Victory. no IMDb.